# Daniel Quare

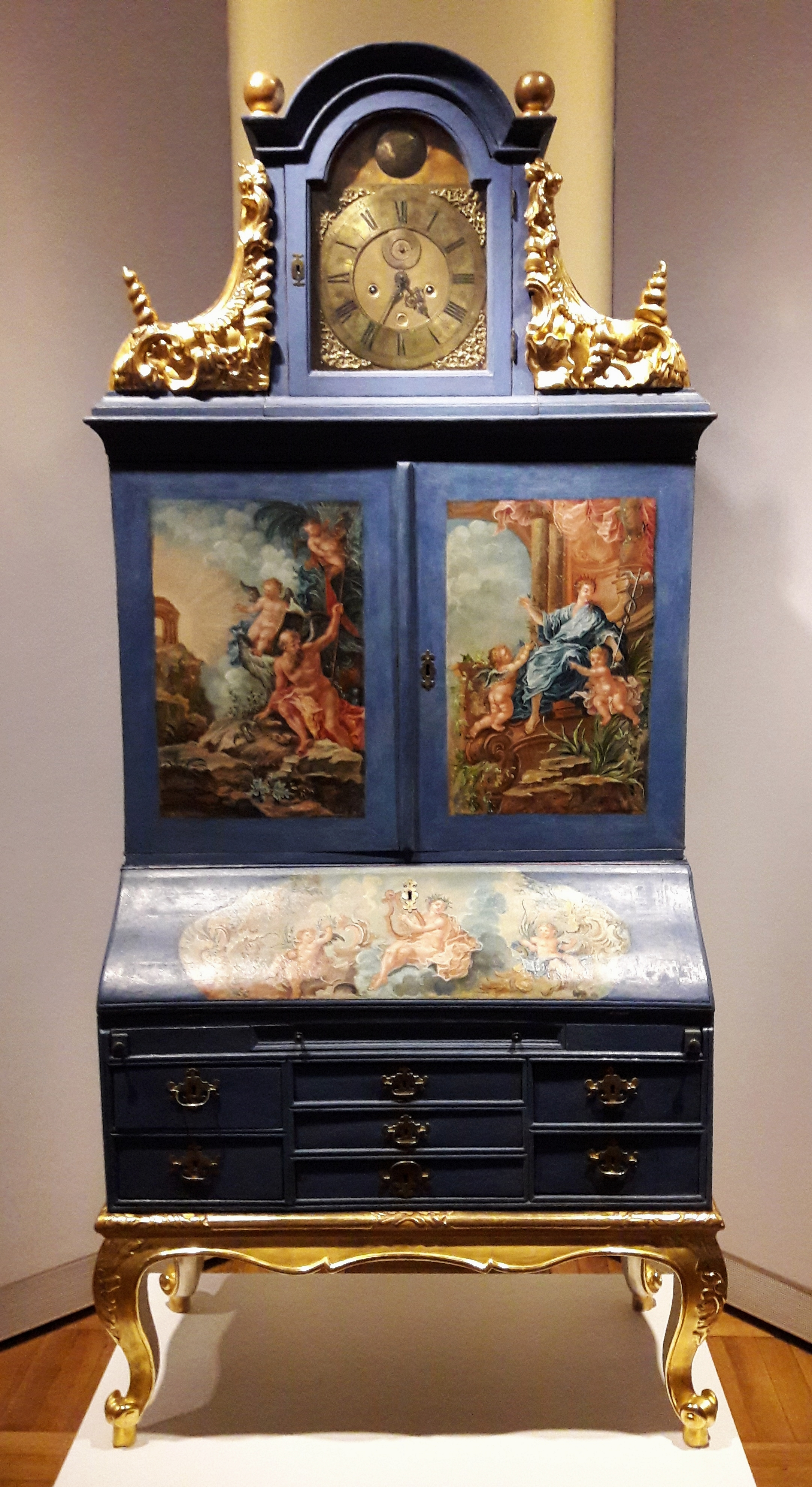
Ludwik Borodzicz (scrittoio) e Daniel Quare (orologio), 1750 circa

Daniel Quare (Somerset, 1648 o 1649 – Croydon, 21 marzo 1724) è stato un orologiaio inglese.

## Biografia
Fu uno dei più illustri orologiai inglesi del suo tempo, oltre che costruttore di barometri e strumenti matematici. Creava meccanismi a ripetizione e riuscì a mettere a punto un orologio da tavolo che aveva un anno di carica. Grazie ad una clientela facoltosa e altolocata, seppe far prosperare la propria attività. Quasi tutti gli eleganti barometri costruiti da Quare sono del tipo a colonna, contenuti cioè in una colonna di legno o di avorio poggiante su piedi in ottone e recante superiormente un'edicola, anch'essa in ottone, dove è possibile osservare il tubo barometrico con le relative scale.